# Benbecula
Benbecula (gael. Beinn na Faoghla) – wyspa w Wielkiej Brytanii, w Szkocji, należąca do archipelagu Hebrydów Zewnętrznych. Jej powierzchnia wynosi ok. 18 km². W 2011 roku liczyła 1330 mieszkańców.
Jest położona pomiędzy wyspami North Uist i South Uist oraz jest z nimi połączona mostami. W jej centrum położone jest wzgórze Rueval o bezwzględnej wysokości 125 m n.p.m. Jej wschodnia część pokryta jest przez wrzosowiska. Na zachodzie znajdują się natomiast pastwiska i pola uprawne.
Od 21 września 1944 do 6 marca 1945 na miejscowym lotnisku stacjonował Dywizjon 304. W 1958 roku na wyspie utworzono bazę wojskową.